# Maurice Duverger
Maurice Duverger (ur. 5 czerwca 1917 w Angoulême, zm. 17 grudnia 2014 w Paryżu) − francuski politolog, socjolog, prawnik, nauczyciel akademicki i polityk, reprezentujący Włochy poseł do Parlamentu Europejskiego III kadencji.

## Życiorys
Kształcił się w szkole katolickiej. W 1933 wstąpił do klerykalnej i antykomunistycznej partii UPR, którą kierował Philippe Henriot, późniejszy minister w rządzie Państwa Francuskiego. W 1936 przeszedł do Francuskiej Partii Ludowej, na czele której stał Jacques Doriot. Był jednym z liderów organizacji młodzieżowej tej formacji. Opuścił tę formację w 1938.
Studiował prawo na Université de Bordeaux. Od 1942 nauczyciel akademicki, był profesorem prawa na Université de Poitiers (1942–1943) i na Université de Bordeaux (1943–1955), na którym założył instytut nauk politycznych (Sciences Po Bordeaux). W 1955 przeszedł do pracy na Uniwersytecie Paryskim, po jego podziale dołączył do kadry Université Panthéon-Sorbonne. W 1985 odszedł na emeryturę. Autor publikacji naukowych i wznawianych podręczników akademickich, współpracownik różnych gazet (m.in. „Le Monde”).
W pracy badawczej zajmował się m.in. partiami politycznymi i systemami wyborczymi; w 1951 wydał nowatorską wówczas pracę Les partis politiques, przetłumaczoną następnie na dziewięć języków. W latach 50. i 60. zaobserwował, że stosowana wówczas większościowa ordynacja wyborcza prowadzi do tworzenia się układu dwupartyjnego. Efekt ten został później nazwany prawem Duvergera.
W latach 1989–1994 sprawował mandat posła do Parlamentu Europejskiego III kadencji. Uzyskał go z ramienia Włoskiej Partii Komunistycznej. W trakcie kadencji, po rozwiązaniu PCI i powołaniu Demokratycznej Partii Lewicy, dołączył do frakcji Partii Europejskich Socjalistów.
Wyróżniony tytułami doktora honoris causa m.in. przez Uniwersytet Warszawski (1988) oraz Uniwersytetu Karola w Pradze (1999).

## Wybrane publikacje
- La situation des fonctionnaires depuis la Révolution de 1940, 1941.
- Les partis politiques, 1951.
- La participation des femmes à la vie politique, 1955.
- Demain La République, 1958.
- Méthodes de la science politique, 1959.
- La VIe République et le régime présidentiel, 1961.
- Les institutions françaises, 1962.
- Constitutions et documents politiques, 1964.
- Introduction à la politique, 1964.
- Sociologie la politique, 1966.
- La Monarchie républicaine, ou comment les démocraties se donnent des rois, 1974.
- Lettre ouverte aux socialistes, 1976.
- Échec au roi, 1977.
- Dictatures et légitimité, 1982.